# Under the Sign of the Black Mark
Az Under the Sign of the Black Mark a svéd Bathory együttes harmadik nagylemeze volt. 1987-ben jelent meg.
A korai idők sátánizmus/feketemágia témakörei után már a skandináv történelem, a vikingek múltja képezte a szövegek témáját. Ez a lemez ugyanolyan változást hozott a black metalban, mint például a Slayer hármas lemeze a thrash és death metalon belül. A Venom által szült alapanyagot Quorthon itt öntötte sokáig érvényes formába: a 90-es években tetőző black metal mozgalom zeneileg ekkor indult. A sistergő hangzású, gyors ős-black metal dalok (Massacre, Chariots of Fire, Equimanthorn) ugyanúgy megtalálhatóak rajta, mint a későbbi lemezekre jellemző epikusabb megközelítés. Utóbbinak példája az Enter the Eternal Fire. E csaknem 7 perces dalban valami fennkölt alázat is előlépett, amely addig nem volt jellemző a Bathoryra, és a következő lemezeken tovább teljesedett. Az epikus black vagy a pagan metal megteremtője ez a dal. A Báthory Erzsébetről szóló Woman of Dark Desires középrészében csak egy-két hangot váratlanul befűző billentyűk is rémisztően gyönyörű aurát jelenítenek meg. A lemezen a mennydörgő ultrasötét doom metal témák is jelen vannak (Call from the Grave, 13 Candles).
A lemezt 2017-ben a Rolling Stone magazin a Minden idők 100 legjobb metalalbuma listáján a 81. helyre rangsorolta.

## Számlista
1. Nocternal Obeisance (Intro) – 1:28
2. Massacre – 2:38
3. Woman of Dark Desires – 4:06
4. Call from the Grave – 4:35
5. Equimanthorn – 3:41
6. Enter the Eternal Fire – 6:57
7. Chariots of Fire – 2:46
8. 13 Candles – 5:17
9. Of Doom - 3:44
10. (Outro) – 0:25

## Közreműködők
- Quorthon – elektromos gitár, basszusgitár, szintetizátor, ének, szövegek
- Paul Pålle Lundburg – dob
- Christer Sandström – kiegészítő basszusgitár